# Stadtbahn Wien E6
Bei der Type E6 handelt es sich um sechsachsige Zweirichtungs-Gelenktriebwagen der Wiener Verkehrsbetriebe (WVB). Sie wurden ab 1979 von Bombardier in den ehemaligen Lohner-Werken in Wien für den Einsatz auf der  Wiener Elektrischen Stadtbahn als Ersatz für die veralteten Fahrzeuge der Typen N1 und n2 gebaut. Die Fahrzeuge waren für eine spätere Verwendung im Wiener Straßenbahnnetz vorgesehen, was jedoch nicht zustande kam. Stattdessen blieben sie auch, nachdem aus den Stadtbahnlinien G und GD 1989 die Linie U6 hervorgegangen war, auf dieser bis zum Jahr 2008 im Einsatz. Danach wurde ein Großteil der Fahrzeuge ins Ausland verkauft. 40 Triebwagen sind in massiv umgebauter Form als Straßenbahn Type EU8N in Krakau im Verwendung.

## Geschichte und Aufbau
Als die Wiener Elektrische Stadtbahn in das Wiener U-Bahn-Netz integriert wurde und der Umbau der Gürtellinie für den Betrieb mit den U-Bahn-Triebwagen der Type U zu aufwändig gewesen wäre, benötigte man dringend eine neue Fahrzeuggeneration. Als Ersatz für die Zweiachser der Typen N und N1 bestellten die WVB daher 1979 sechsachsige Gelenktrieb- und Beiwagen auf Basis des Typs Mannheim. Die von Lohner/Rotax als Lizenzbau gefertigten Wagen sind zweiteilig und als Zweirichtungsfahrzeuge konzipiert.
Die dazu passenden Beiwagen des Typs c6 entsprachen wagenbaulich den Triebwagen, sie waren damit ebenfalls sechsachsige Gelenkwagen. Neben dem Entfall der Traktionsausrüstung unterschieden sie sich von den Triebwagen nur durch unterschiedlich geformte Wagenenden ohne Führerstände.
Die Wagen waren mit Blinkern und Bremslichtern für den Einsatz im Straßenbahnnetz ausgerüstet, genutzt wurden diese Einrichtungen jedoch nur für Überführungsfahrten insbesondere zur Hauptwerkstatt.

### Verbleib
Die Fahrzeuge wurden schon 2008 vollständig von den niederflurigen Triebwagen der Type T und T1 abgelöst, nachdem sie mehrere Jahre auch in gemischten Zügen eingesetzt wurden. Der letzte Zug aus Wagen der Typen E6 und c6 fuhr am 23. Dezember 2008. 
15 E6 und 10 c6 wurden 2008 nach Utrecht verkauft und auf der Stadtbahn Utrecht als Dreiwagenzug in der Zusammenstellung E6-c6-E6 verwendet. Die Straßenbahn Krakau erwarb 27 E6 und c6. Durch Umbau und Erweiterung mit Niederflur-Mittelteilen entstanden daraus 25 Achtachser mit der Typenbezeichnung EU8N. 2014 wurden auch die Utrechter E6- und c6-Wagen nach Krakau weiterverkauft, wo sie ebenfalls umgebaut wurden. Insgesamt entstanden bis 2016 40 EU8N.
Der Triebwagen 4912 und der Beiwagen 1906 blieben in der Sammlung des Verkehrsmuseum Remise erhalten. Der Triebwagen 4920 wird als Hilfstriebwagen EH 6820 für den Verschub von U-Bahn-Wagen in der Hauptwerkstätte der Wiener Linien eingesetzt und ist ebenfalls für eine museale Erhaltung vorgesehen.

### Bilder

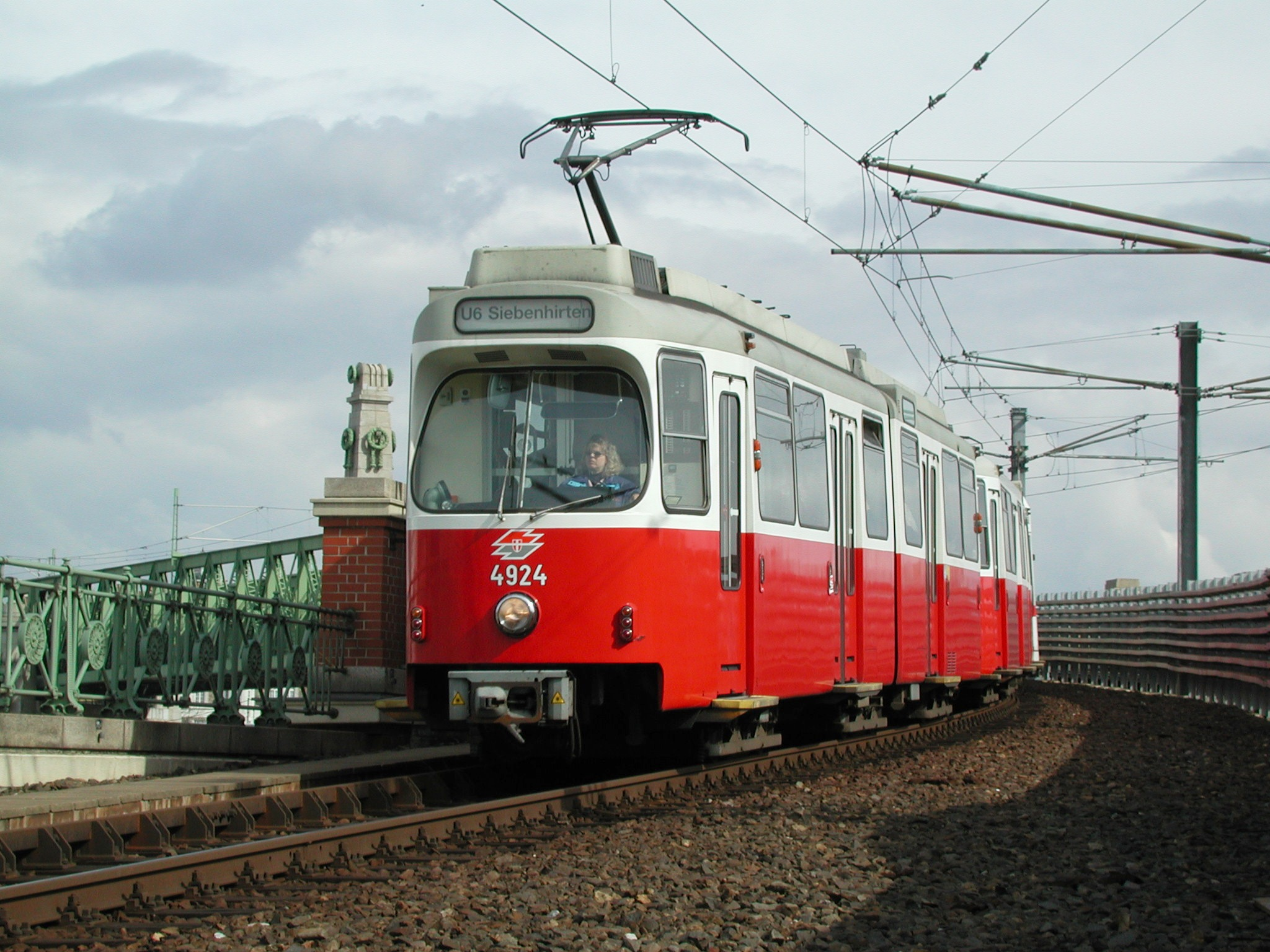
Aus E6-Trieb- und c6-Beiwagen bestehender Zug der Linie U6
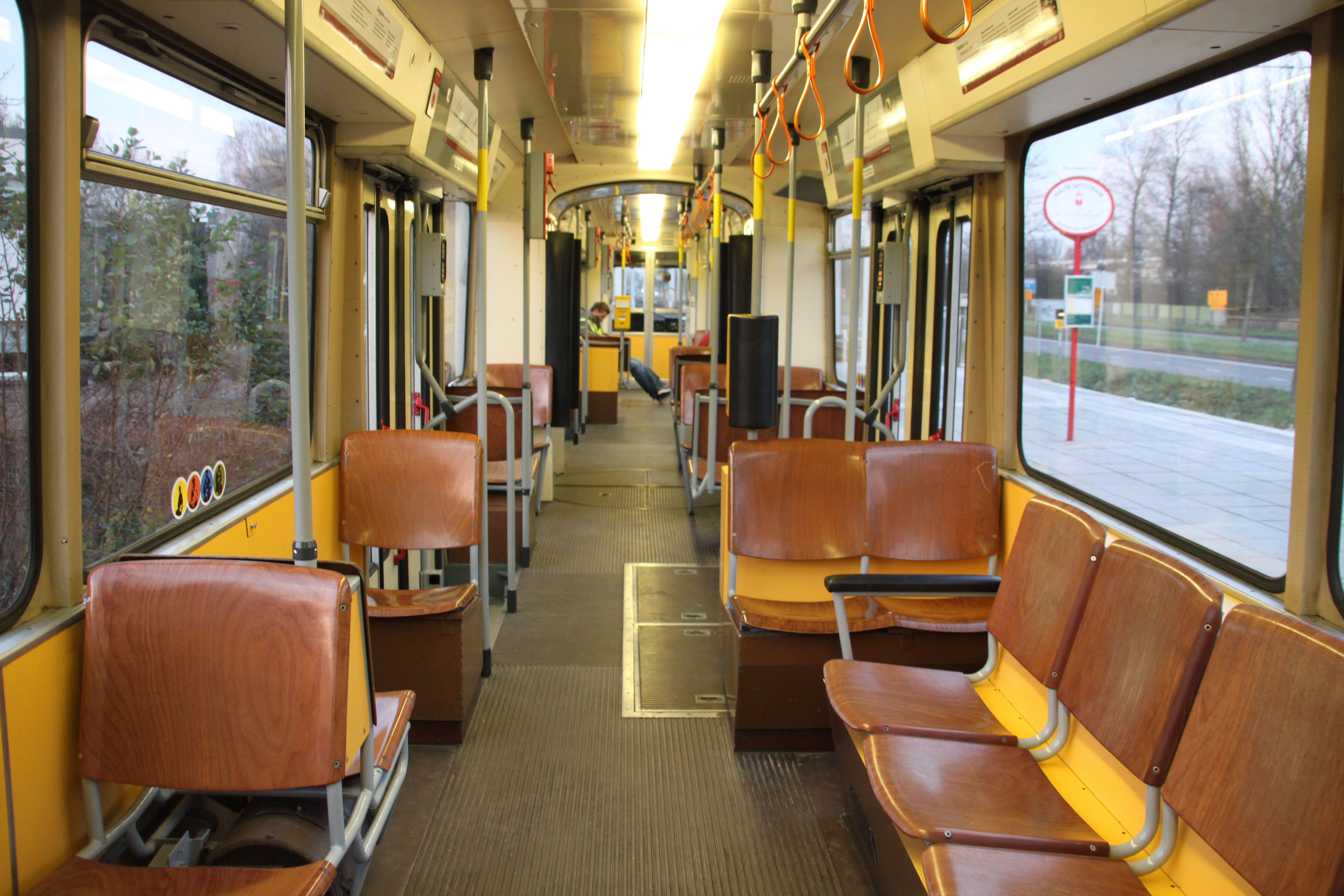
Inneneinrichtung
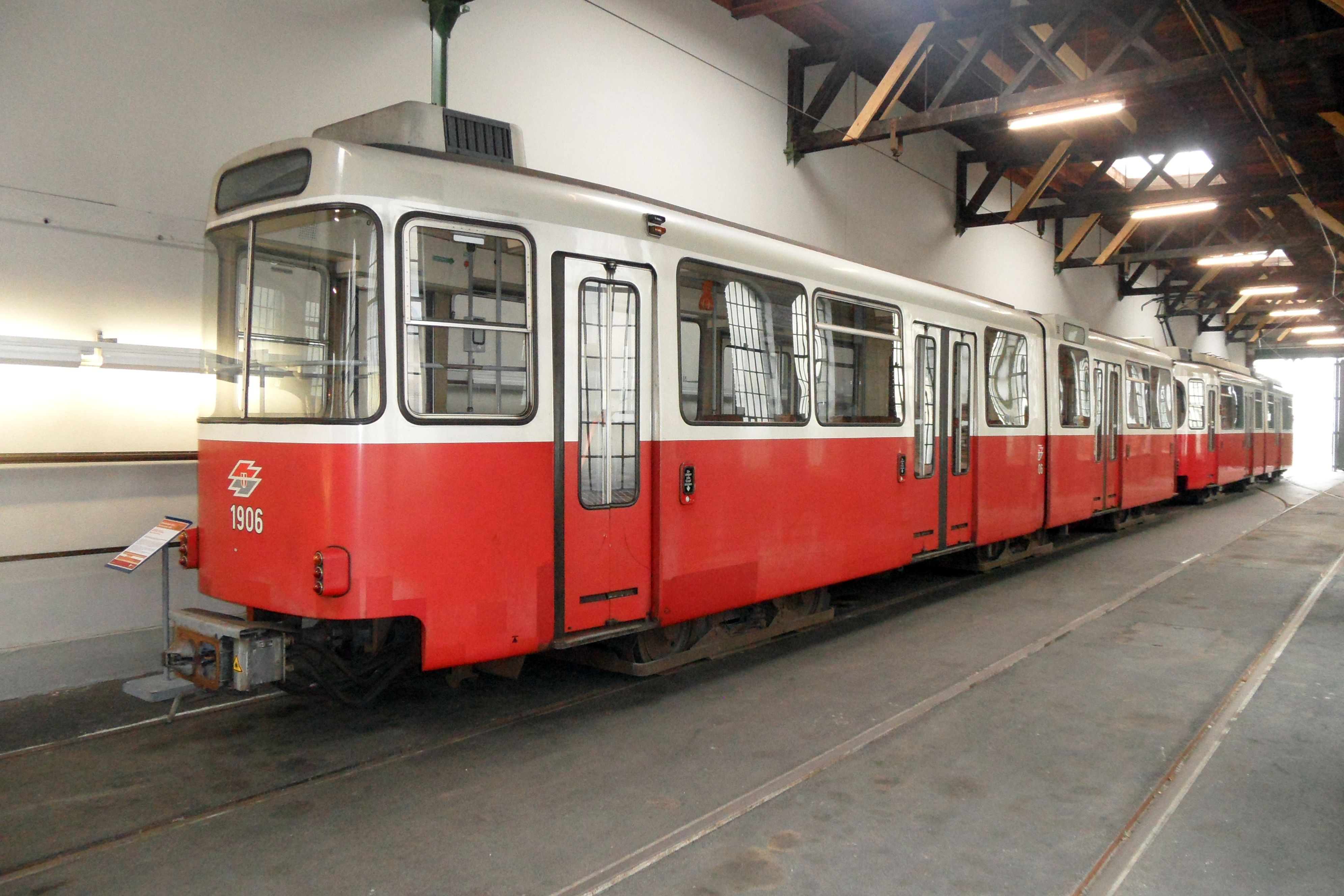
Der Beiwagen 1906 im Verkehrsmuseum Remise
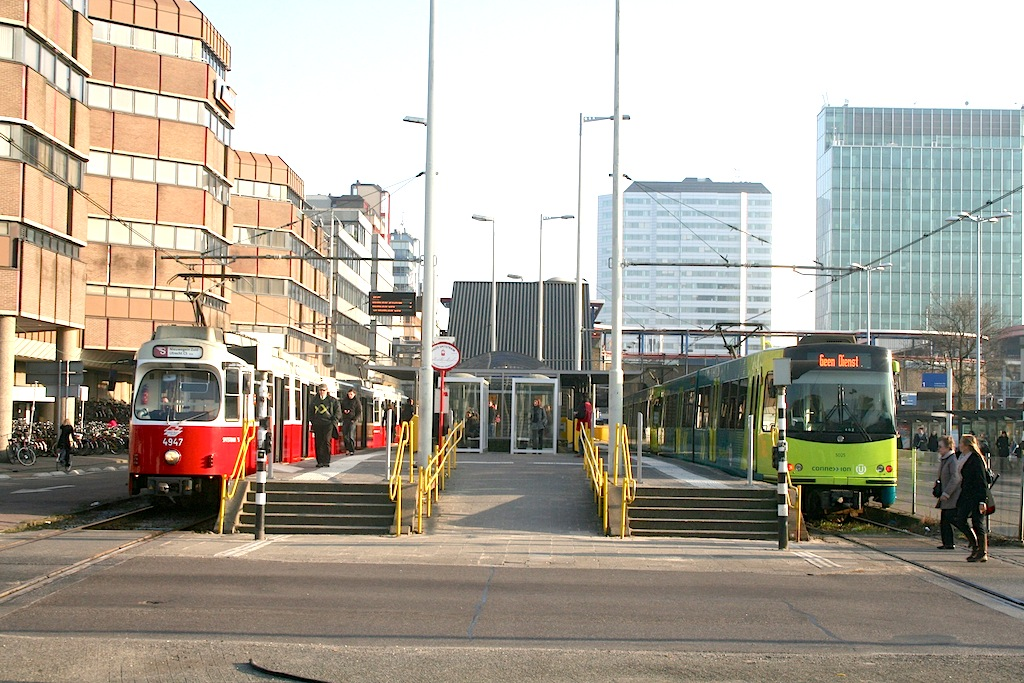
E6 und c6 im Einsatz bei der Stadtbahn Utrecht
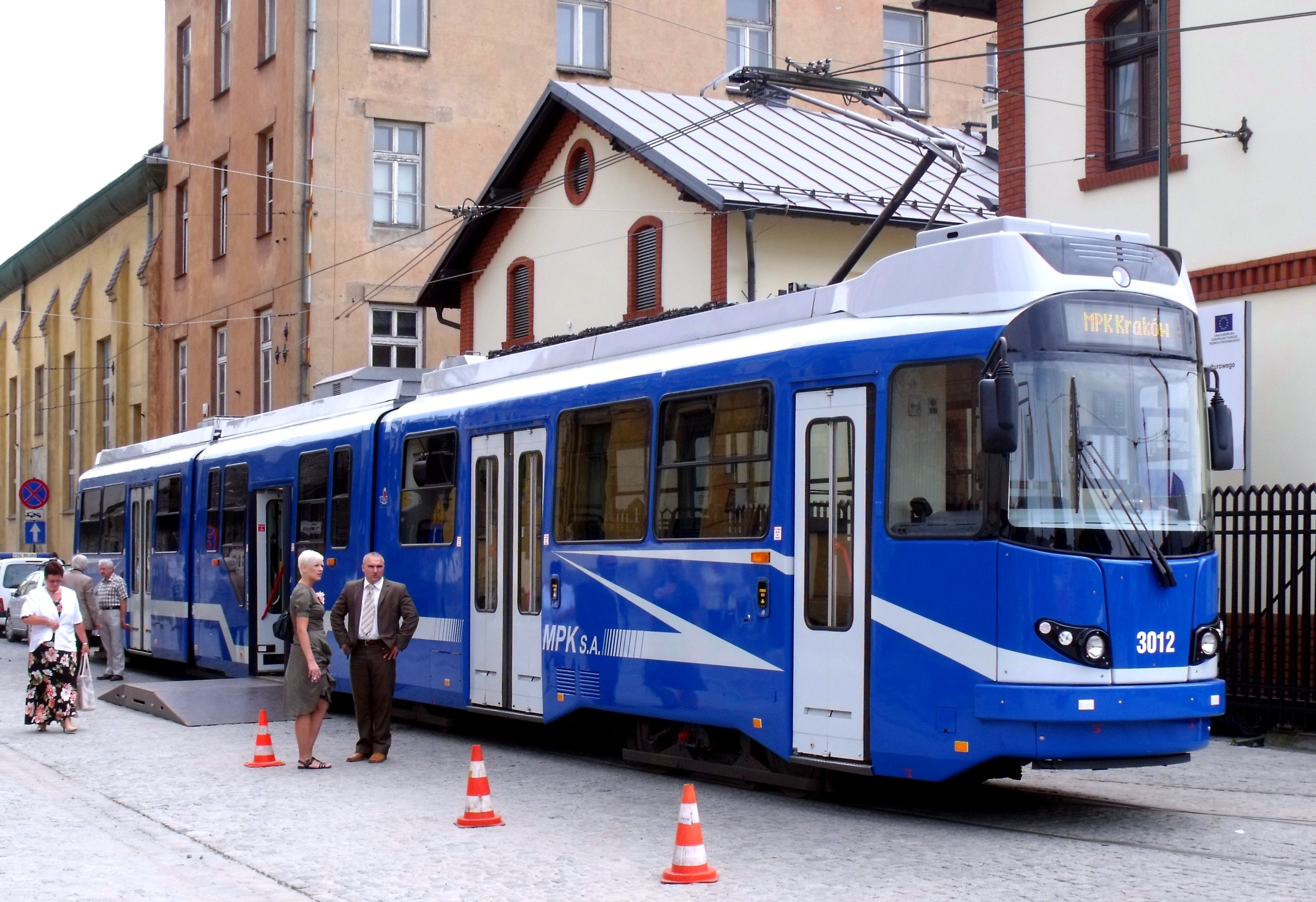
Ein völlig überarbeiteter E6 als EU8N in Krakau